# Килтси (станция)
Ки́лтси, также Кильтси (эст. Kiltsi raudteejaam) — железнодорожная станция в поселке Килтси в волости Вяйке-Маарья уезда Ляэне-Вирумаа (Эстония), на линии Тапа — Тарту. Находится в 24,2 км от Тапа, 88,3 км от Тарту и в 101,8 км от Таллина.

## История

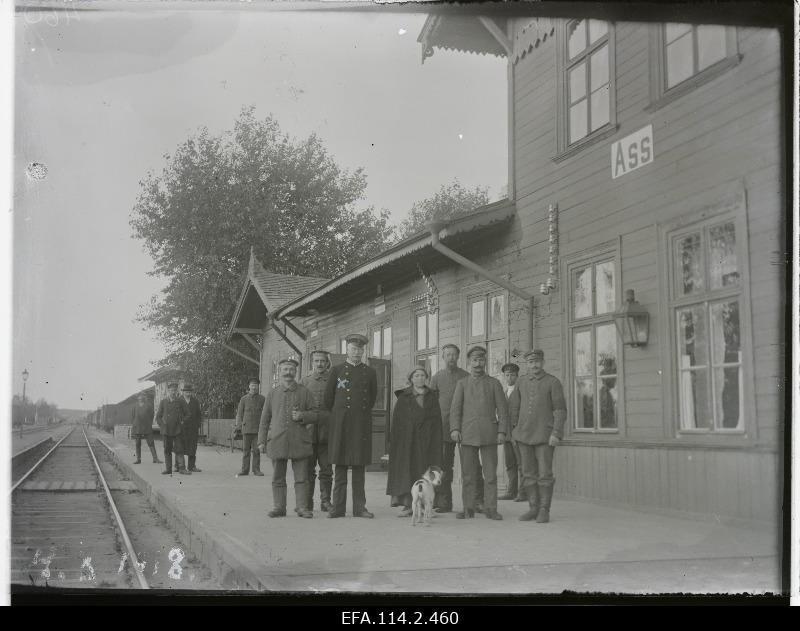
Вокзал станции Килтси в 1918 году. Видно прежнее название станции Асс

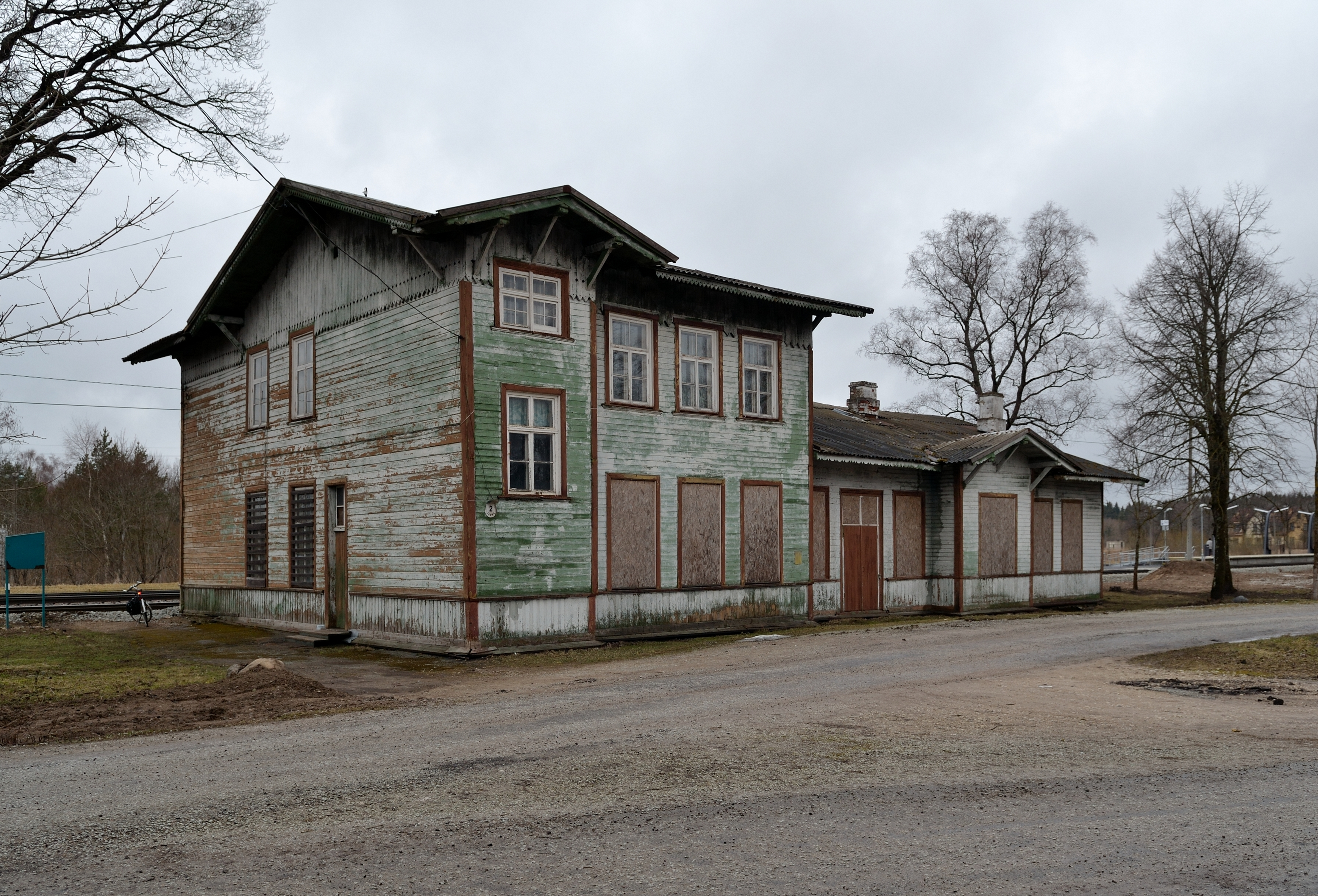
Вокзал станции Килтси. Вид со стороны поселка

Станция Килтси была построена в ходе строительства железной дороги Тапс — Дерпт (ныне Тапа — Тарту), ответвления от Балтийской железной дороги, и открыта одновременно с началом движения поездов по новой дороге. Линия в районе станции прошла по землям, выкупленным у рыцарской мызы Штернгоф (ныне мыза Ворсти), однако название получила по соседней мызе Асс (ныне мыза Килтси), чей усадебный комплекс находится в нескольких сотнях метрах от станции.
Здание вокзала станции Килтси является уникальным для Эстонии, поскольку на нынешний момент оно единственное сохранившееся подобного типа. Так как линия Тапс — Дерпт изначально предполагалась для обслуживания исключительно местных пассажиров, то вокзальные здания строились без излишеств, в основном одноэтажными, с двускатными крышами. Вокзал в Килтси является исключением, поскольку имеет двухэтажный объём в своем строении. Кроме того, в здании было два разных пассажирских зала для обслуживания пассажиров с билетами разных классов. Вокзальное здание также было украшено белеными наличниками и кружевными поясами, с декоративными скосами концов балок. Со стороны поселка здание имело два ризалита, как у одноэтажного, так и у двухэтажного объёма. Одновременно рядом с вокзалом был построен двухэтажный жилой дом для железнодорожников. Такими же были вокзал и жилой дом железнодорожников на станции Вягева на этой же линии, однако вокзал в Вягева был уничтожен в ходе военных действий Великой Отечественной войны в 1944 году.

## Настоящее время

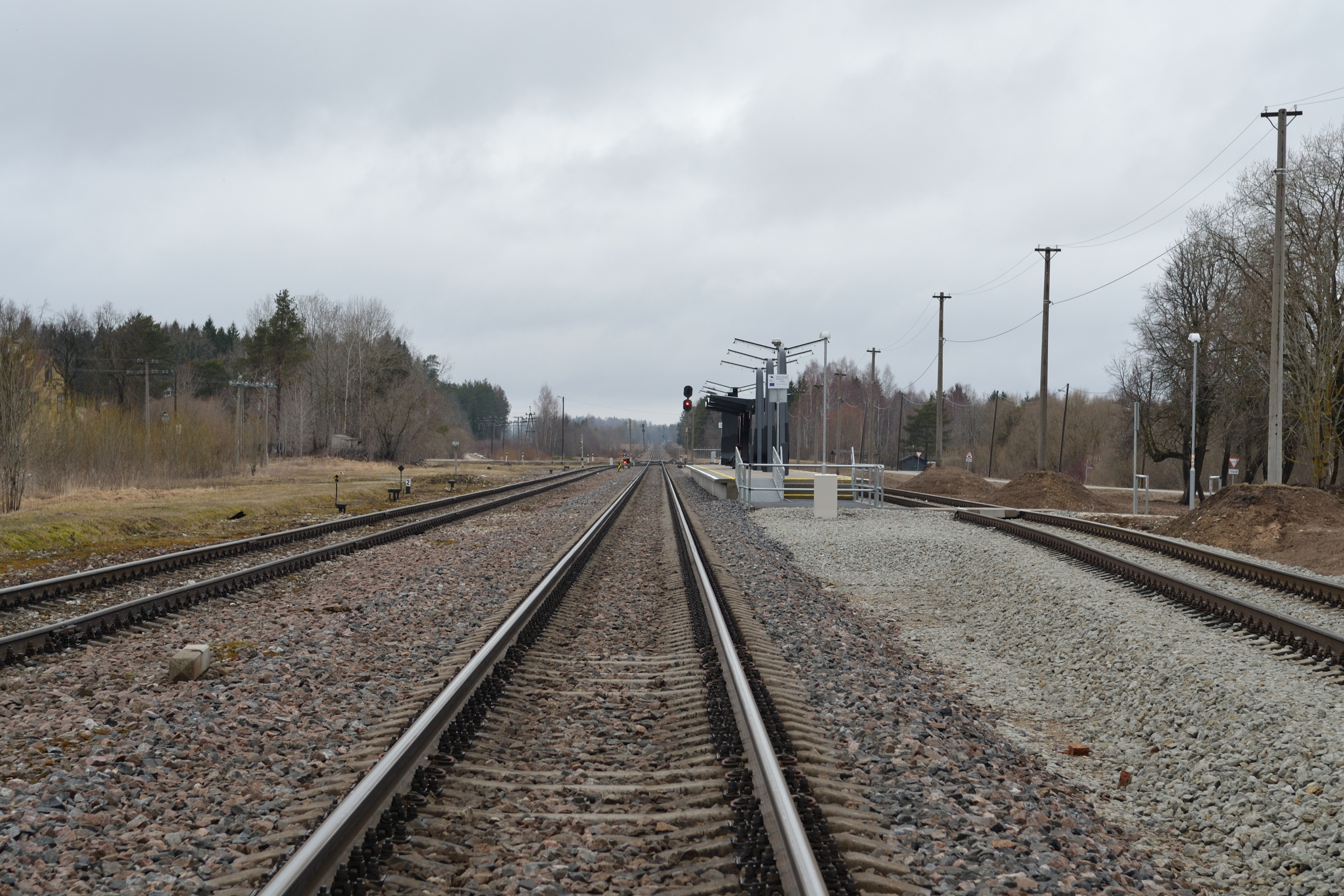
Платформа станции

Станция является пассажирской, осуществляет посадку и высадку пассажиров на (из) поездов регионального сообщения, грузовые операции не производятся.
В рамках программы «Подъем пассажирских платформ до высоты, принятой в Европе» (эст. Reisiplatvormide viimine eurokõrgusele), спонсируемой Структурными фондами Европейского союза, на станции Килтси была построена островная платформа высотой 55 см, подходящая для используемых в региональных пассажирских перевозках поездов Stadler FLIRT.

## Пассажирское сообщение по станции
До распада СССР на станции Килтси останавливались пассажирские поезда дальнего следования № 651/652 Таллин — Рига (через Тарту — Валгу) и № 655/656 Таллин — Псков. Псковский поезда прекратил движение в 2001 году — главным образом, из-за введения государственных границ у ставших независимыми прибалтийских стран, что вызвало увеличение времени стоянки на приграничных станциях для осуществления паспортного и таможенного контроля и резкое снижение пассажиропотока. Попытки возобновления движения поездов дальнего следования по этим направлениям в 2000-е годы успеха не имели.
В настоящее время станция Килтси постоянно обслуживается только региональными поездами восточного компании Elron, являющейся оператором движения пригородных и региональных поездов по железнодорожным линиям Эстонии.
На станции останавливаются региональные поезда, не являющиеся экспрессами), следующие от станции Таллин (Балтийский вокзал) до конечной станции Тарту, а также следующие в обратном направлении. Экспрессы до Тарту, в том числе следующие далее до станций Валга и Койдула, на станции Килтси не останавливаются.
| Предыдущая остановка | Остановка пассажирских поездов на восточных линиях Elron | Следующая остановка |
| Тамсалу              | Килтси                                                   | Ракке               |